# 细毛银背藤
细毛银背藤（学名：Argyreia strigillosa）是旋花科银背藤属的植物，是中国的特有植物。分布在中国大陆的云南等地，生长于海拔1,120米至1,600米的地区，多生长于路边及河边灌丛，目前尚未由人工引种栽培。